# Samuel Grubbe
Samuel Grubbe, född 19 februari 1786 i Seglora, Älvsborgs län, död 6 november 1853 i Uppsala, var en svensk filosof, riksdagsledamot och statsråd. Han var ledamot av Svenska Akademien 1830–1853 på stol nummer 16.

## Biografi
Grubbe skrevs in vid Uppsala universitet 1802 och blev magister och docent i filosofi 1806. År 1813 utnämndes han till professor i logik och metafysik samt 1827 till professor i etik och politik. Han var 1840–1842 tillförordnad chef för Ecklesiastikdepartementet och 1840–1844 konsultativt statsråd. Efter 24 år i Vitterhetsakademien blev Samuel Grubbe hedersledamot där 1853. Han invaldes i Svenska akademien 1830 och höll sitt inträdestal över Carl Gustaf af Leopold och invaldes 1837 i Vetenskapsakademien.
Grubbe kan kallas teistisk fenomenolog då han såg Gud som genomsyrande världen och studerade människans därtill kontingenta tillvaro, hennes plikter mot Gud och en god moral. Religionen ger människan en aning om det absoluta som vid sidan av den materiella världen är drivkraften i livet. 
Som pedagog och ledamot i Skolrevisionen 1823 förespråkade Grubbe en öppen attityd i fråga om formella antagningskrav till studier och var överhuvudtaget känd för sin uppfattning om otillräckligheten i vad människor kan stadga, men också för att otidsenligt och konservativt göra åtskillnad mellan olika individers behov av reell och ideell bildning beroende på deras uppgift i livet. 
Själv publicerade Grubbe endast ett fåtal kortare texter. Efter hans död lät Axel Nyblæus 1876–1884 ge ut Filosofiska skrifter i urval som  Natanael Fransén 1912 kompletterade med en ny utgåva med anteckningar från Grubbes föreläsningar. En biografi från Vetenskapsakademien publicerades 1855. 
Samuel Grubbes föräldrar var majoren Carl Cristoffer Grubbe och Ulrika Schütz. Han gifte sig 1820 med Margareta Johanna Grawe. Grubbe ligger begravd på Uppsala gamla kyrkogård.